# Inquisición en Guipúzcoa
La Inquisición en Guipúzcoa se refiere a las actividades de la Inquisición en la provincia de Guipúzcoa, en el País Vasco (España) a  lo largo de los siglos XV al XVIII.

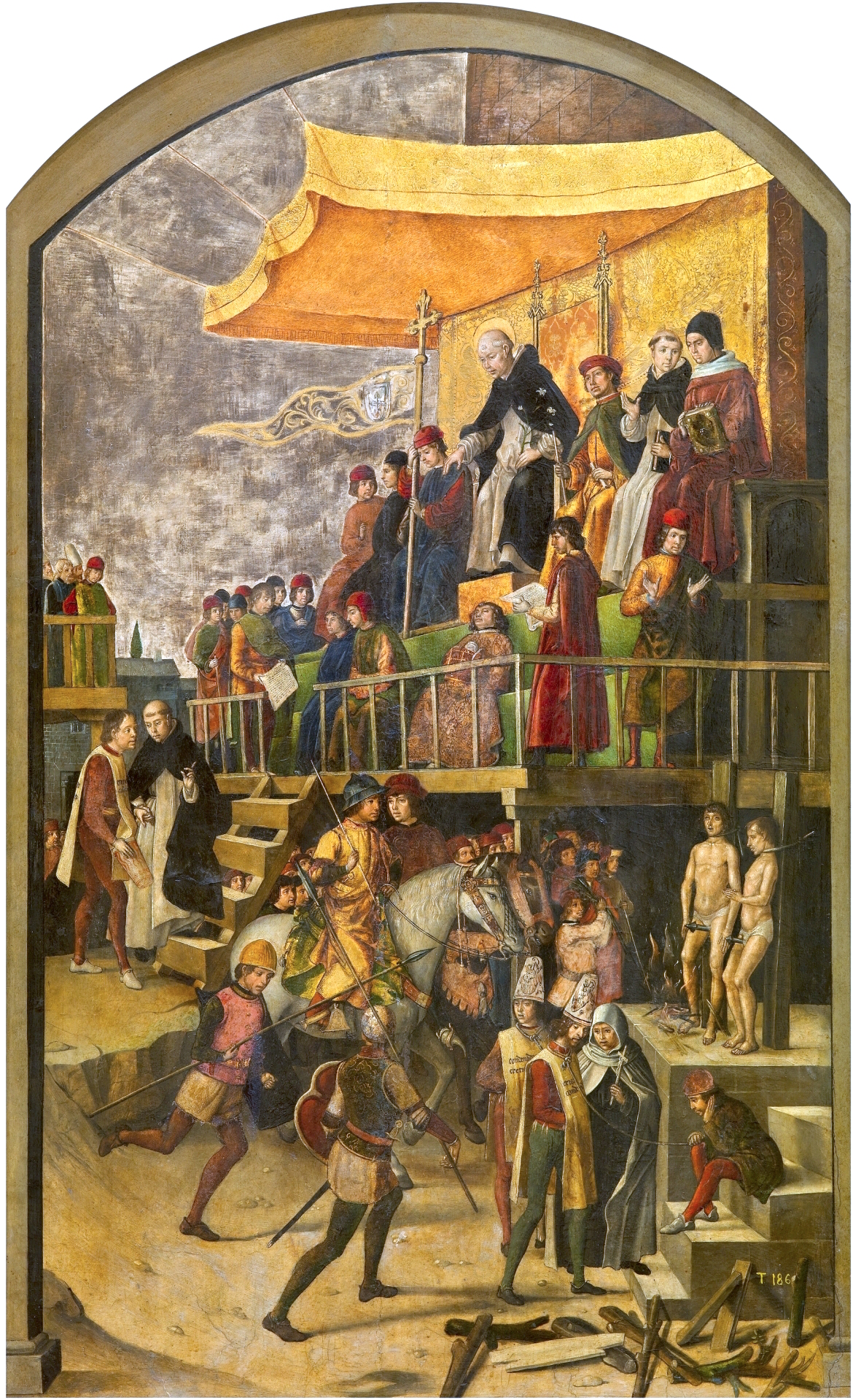
Tribunal de la Inquisición

Durante este periodo, la Inquisición actuó como una institución religiosa encargada de la detección, persecución y erradicación de la herejía, así como de la persecución de aquellos que no cumplían con las doctrinas establecidas por la Iglesia Católica, en especial en lo relativo a las creencias religiosas, las prácticas judías y la fe protestante.
La Inquisición en Guipúzcoa formó parte del sistema inquisitorial que operaba en la Corona de Castilla y, posteriormente, en el ámbito de los dominios de los Reyes Católicos y sus sucesores.

## Contexto Histórico
La fundación de la Inquisición en Europa   tuvo lugar  durante el Concilio de Toulouse (Francia) en  1229 y actuó en Francia, Italia, España y Portugal.
En otros países europeos  también hubo persecuciones religiosas al margen de la Inquisición. 
La Inquisición en España  fue establecida en 1478 por los Reyes Católicos, Isabel de Castilla y Fernando II de Aragón, con el objetivo de mantener la pureza religiosa del reino, especialmente después de la Reconquista en 1492 y la conversión forzada de los musulmanes y judíos.
El Tribunal del Santo Oficio de la Inquisición se encargó de investigar y erradicar cualquier forma de herejía, incluyendo el judaísmo oculto, el islamismo, el protestantismo y las creencias consideradas desviadas por la Iglesia Católica.
Guipúzcoa había experimentado una serie de tensiones religiosas desde la llegada del cristianismo. A partir de la Edad Media, la presencia de grupos con prácticas religiosas distintas, como los marranos (judíos conversos al cristianismo), el luteranismo, la brujería o la Ilustración, fue una fuente de preocupación para la Inquisición. 
Estos grupos, a menudo sometidos a vigilancia constante, fueron objeto de investigaciones por parte de los tribunales inquisitoriales, que operaban con un enfoque especialmente riguroso en sus inicios durante los siglos XVI y XVII.
La Inquisición se abolió de facto en España  desde 1808, durante la invasión napoleónica.

## Descripción
En Guipúzcoa la Inquisición se introdujo gradualmente a partir del siglo XV. A diferencia de otras regiones de España donde la persecución fue más intensa, en el País Vasco las investigaciones eran a menudo más discretas.
Guipúzcoa era un territorio expuesto al exterior por sus puertos y por su frontera con Francia por lo que el principal motivo de los inquisidores en Guipúzcoa fue en el siglo XVI  el miedo al luteralismo y posteriormente a las ideas de la ilustración y la Revolución Francesa.
Sirva de ejemplo el apresamiento en San Sebastián del inglés luterano Juan Tac que posteriormente fue quemado en la hoguera en Bilbao.
Otras  investigaciones  se centraron en  la detección de  las prácticas judaizantes de los conversos, y la brujería.  
Durante el siglo XVI y principios del XVII, se llevaron a cabo varios procesos por brujería en Guipúzcoa, especialmente en áreas rurales donde las creencias populares en seres sobrenaturales, hechicería, encantamientos o magia  eran más arraigadas. 
Las mujeres acusadas de practicar la brujería o el «maleficio» fueron comúnmente las víctimas de estos procesos, que en algunas ocasiones culminaban en torturas y condenas a muerte. Las mujeres, en su mayoría pobres o marginadas, eran vistas como vulnerables a las influencias demoníacas, según la mentalidad de la época. 
El Tribunal de la Inquisición situado primero en Calahorra y posteriormente en   Logroño,   tenía jurisdicción sobre Guipúzcoa. Los inquisidores se desplazaban por la región para realizar juicios, interrogatorios y condenas que  eran vistas con  aprensión por una parte de la población local que temían, sobre todo en sus puertos,  por su relación comercial con  Europa.
Se crearon en Guipúzcoa los denominados  comisarios y familiares inquisitoriales que eran habitantes  naturales de la provincia que conocían el euskera. Vigilaban la ortodoxia religiosa  en los puertos de Motrico, Deva, Guetaria, Orio, San Sebastián, Irún y Fuenterrabía. También en poblaciones de interior como Albistur,  Vergara, Tolosa, Azpeitia, Beizama, Elgueta, Zaldibia,  Rentería, Hernani y Oñate.
Hay que precisar que éstos comisarios no coexistieron al mismo tiempo siendo San Sebastián la población más vigilada por la numerosa colonia extranjera existente.
Además, en Guipúzcoa existieron  ocasionalmente los alguaciles extraordinarios de la Inquisición que ayudaban al personal permanente si el trabajo lo requería. por ejemplo, en 1533 había uno en San Sebastián, otros en Éibar y  Vergara.
Todos éstos funcionarios  controlaban y vigilaban  cualquier delito tocante a la Inquisición a  menudo por  denuncias  de los propios vecinos, ya sea por rencillas personales o por el miedo al castigo divino ante la presunta herejía.
A todo esto hay que añadir los recorridos  periódicos que efectuaban los inquisidores de Calahorra y Logroño a la provincia:  Rodrigo de Ayala en 1523,   Andrés Martínez de Ybarra en 1547, Moral en 1567, Jerónimo Manrique en 1569, Pedro de los Llanos en 1577 o  Juan de Aramayona 1579.
Hubo muchos guipuzcoanos que hablaban euskera y ocuparon puestos de responsabilidad en la Inquisición  como Germán de Ugarte, enterrado en la iglesia de Lezo, Fernando de Olazábal,   Juan de Arrieta de Motrico, Andrés Martínez de Ybarra de Elgueta, Martín de Murúa Elorregui de Vergara, Martín Zurbano de Azpeitia, Mercado de Zuazola de Oñate,  Andrés de Arrataberector de la Universidad de Oñate.
El proceso inquisitorial en Guipúzcoa, como en el resto de España, implicaba largos interrogatorios, torturas físicas y psicológicas, y la confiscación de bienes. Los acusados podían ser condenados a muerte, a penitencias severas, o ser sometidos al  auto de fe, una ceremonia pública en la que los condenados se sometían a humillaciones o eran quemados en la hoguera.
La quema de libros heréticos también fue una práctica habitual especialmente en los puertos de Guipúzcoa, como muestra del poder de la Iglesia para erradicar las ideas contrarias a la ortodoxia.
La influencia de las autoridades eclesiásticas y los tribunales de la Inquisición sobre la vida cotidiana de los habitantes de Guipúzcoa fue significativa, lo que provocó que las autoridades locales lo tomaran como una intromisión a sus competencias.
Un ejemplo de ésta oposición fue el hecho de que muchos municipios ponían objeciones a la  costumbre inquisitorial del derecho al aposento gratuito en los lugares que visitasen.  
Otro hecho que distanciaba a las autoridades locales de la Inquisición era que los administradores de la Inquisición estaban aforados, por lo que no se les podía juzgar por otros delitos.  
Todas éstas divergencias fueron patentes en el siglo XVI y llevaron a la excomunión, por parte del tribunal inquisitorial,  del corregidor de Guipúzcoa Maldonado de Salazar.
La Inquisición comenzó a perder fuerza en el siglo XVIII debido a una serie de factores, como la llegada de ideas ilustradas, principalmente desde el Seminario de Vergara y la Universidad de Oñate,  el descenso en las denuncias de herejía y el cambio en las políticas gubernamentales.

## Conclusión
La Inquisición en Guipúzcoa representó un periodo oscuro de la historia de la región, marcado por la intolerancia religiosa, la persecución y la violencia institucionalizada en nombre de la fe. Aunque las actividades inquisitoriales en Guipúzcoa fueron menos intensas que en otras regiones, la persecución de conversos, brujas acusadas de formar parte de aquelarres  y supuestos herejes dejó una marca duradera en la memoria colectiva de la provincia. 
A través de los juicios inquisitoriales y sus consecuencias, se refleja no solo el autoritarismo religioso de la época, sino también la compleja relación entre las instituciones eclesiásticas, las autoridades civiles y las comunidades locales.
La provincia de Guipúzcoa fue un territorio más bien desfavorable  a la Inquisición más por un matiz  económico, por los impuestos que recaudaban,  que ético pero no hay que obviar que el entramado administrativo de la inquisición en Guipúzcoa lo formaban mayoritariamente  ciudadanos naturales de Guipúzcoa así como los denunciantes y delatores particulares.